# 精神病院法
精神病院法（せいしんびょういんほう、大正8年3月27日法律第25号）は、精神疾患の患者を精神科病院に保護し治療を行う目的で定められた日本で過去にあった法律である。

## 概要

### 内容
内務大臣は道府県に精神科病院を置くことを命じる事ができ、また代用精神病院として公立・私立精神科病院を指定することができる。

## 廃止
精神衛生法（昭和25年5月1日法律第123号）附則第2項本文の規定によって廃止された。